# Красный двор (Киев)
Красный двор — историческая местность Киева, загородная резиденция Всеволода Ярославича и других киевских князей на мысе Чайка в районе Зверинец. Расположен на территории современного Национального ботанического сада имени Николая Гришко.

## Трипольская и другие археологические культуры
В 1971 году на территории памятника были проведены археологические раскопки, в ходе которых на нижней площадке мыса Чайка обнаружили материалы различных археологических культур. На незначительной глубине были погребены обломки керамики, кремневый скребок, глиняные грузила и другие материалы трипольской культуры (III тысячелетие до н.э.). В погребении II века до н. э. (милоградской культуры ранних железных суток) нашли чеканные бляшки. Значительная часть находок относится к периоду от древнерусских (XI—XIII веков) до раннемодерных времён (XVII век). Фрагменты керамики на мысе датированы XIII—XIV веками. Среди других находок — глиняная посуда и металлические изделия. Найденные при раскопках материалы хранятся в Музее истории Киева и Институте археологии НАН Украины.

## Княжеский двор

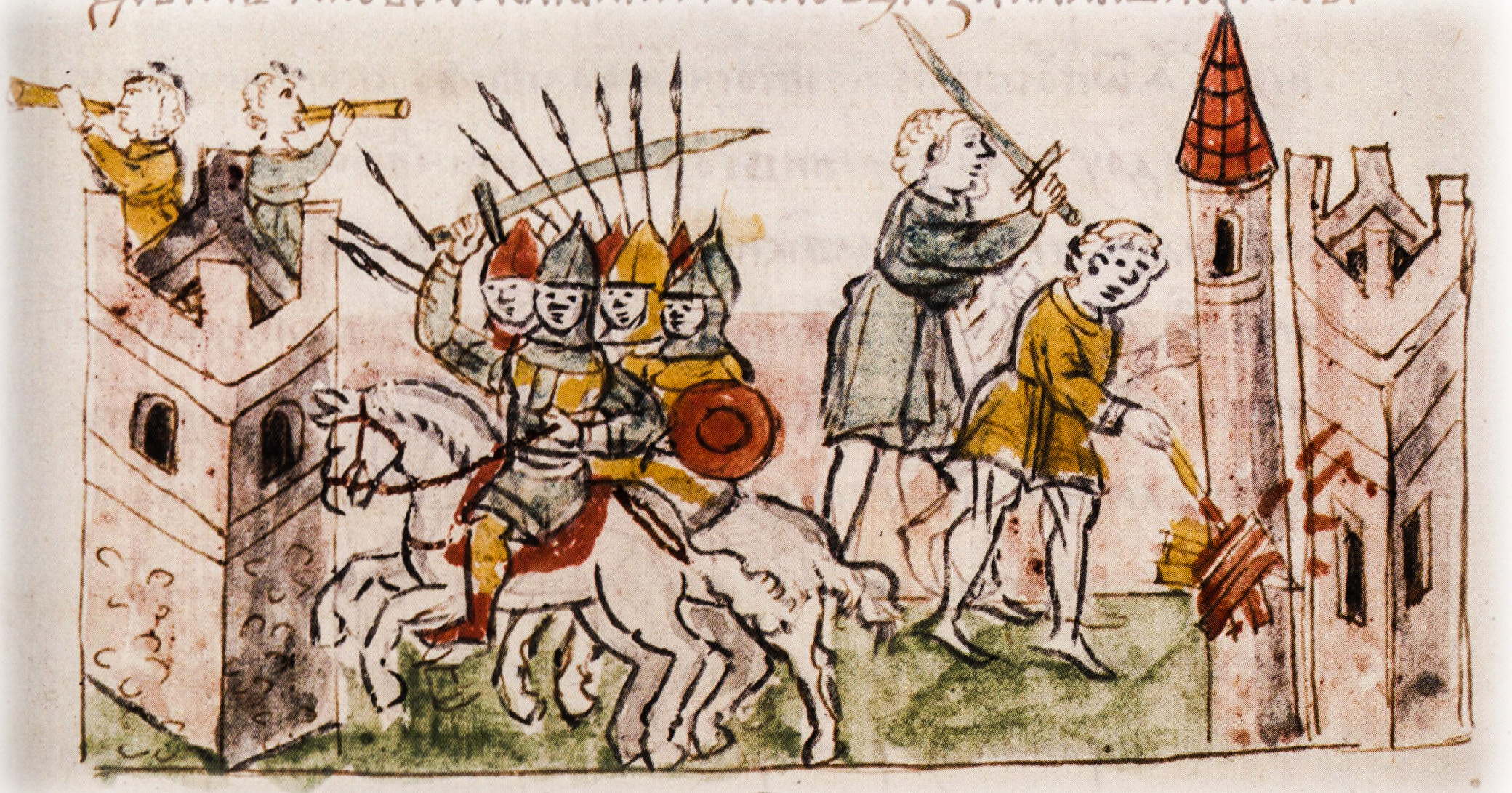
Нападение Боняка на Киев в 1096 году, справа — половцы жгут Красный двор (Радзивилловская летопись)

Мыс Чайка возвышается на высоту около 70 м над Днепром между Выдубицкой и Наводнической долинами. Плато имеет господствующее положение над местностью. С южной стороны располагался Выдубицкий монастырь, с восточной — Наводническая гавань. По предположению археолога Ивана Мовчана, в XI веке на верхнем плато князь Всеволод Ярославич построил для себя загородную резиденцию «Красный двор». Об этом княжеском дворце упоминает Ипатьевская летопись:
Двор Красный… поставил благоверный князь Всеволод на холме, который над Выдобичем
Плато площадью 150 на 70 м соединяется с основным мысом узким перешейком. Он был перекрыт оборонительным рвом. Вдоль северного и западного края плато сохранились остатки земляного вала, которые сравняли при распланировке ботанического сада.
В 1096 году половецкий хан Боняк напал на Киев и сжёг Красный двор. Дворец был восстановлен. Известно, что в нём жил князь Юрий Долгорукий, являвшийся в 1149—1151 и в 1155—1157 годах великим князем киевским. После его отравления восставшие киевляне в мае 1157 разграбили Красный двор.
Хотя после XII столетия двор в письменных источниках не упоминается, тем не менее археологи нашли на мысу следы человеческой деятельности более позднего времени. Здесь был найден фрагмент каменного сооружения, построенного в технике смешанной кладки, плинфа, следы фресок и так далее. Сохранились также остатки гончарной печи XVII века.

## Воспроизведение Красного двора
В 2010 году общественные активисты и руководство Национального ботанического сада выразили желание обустроить на территории Красного двора смотровую площадку и оформить ее в стиле древнерусской фортификационной архитектуры. 4 ноября 2010 состоялось открытие. На пожертвования благотворителей создали комплекс из двухэтажной смотровой башни, деревянного частокола и стилизованных ворот .

## Памятник археологии
16 июля 1979 по решению исполкома Киевского городского Совета народных депутатов № 920 зону городища отнесли к территории археологического заповедника, объединившего Выдубицкий монастырь и Зверинецкие пещеры. 17 ноября 1987 года объект был взят под охрану согласно решению исполкома Киевского городского Совета народных депутатов № 1112 . Постановлениями Кабинета Министров Украины № 1761 г. от 27 декабря 2001 года «О занесении памятников истории, монументального искусства и археологии национального значения в Государственный реестр недвижимых памятников Украины» и № 928 от 3 сентября 2009 года «О внесении объектов культурного наследия национального значения в Государственный реестр недвижимых памятников Украины» культурный слой городища внесен в перечень памятников археологии национального значения.